# Mibag Sanierungs GmbH
Die Mibag Sanierung GmbH ist ein österreichisches Unternehmen für Brand- und Wasserschaden-Sanierung. Mit Standorten in Österreich, Deutschland, Tschechien und der Slowakei ist die mibag mit über 500 Mitarbeitern tätig und erreicht dabei einen Jahresumsatz von 85 Mio. Euro.

## Geschichte
1985 gründeten Adolf Mittendorfer und Anton Ballmann die Firma Mibag in Oberösterreich. Nach und nach wurden weitere Standorte zunächst in Österreich und dann in den benachbarten Ländern Deutschland, Tschechien und der Slowakei eröffnet.